# ミス・ユニバース2014
ミス・ユニバース2014（Miss Universe 2014、第63回ミス・ユニバース世界大会）は2015年1月25日にアメリカ合衆国フロリダ州マイアミのFIU（フロリダ国際大学）アリーナで開催された。最後にミス・コロンビアのパウリナ・ベガが優勝し、ベネズエラのガブリエラ・イスレルから後継者として栄冠を授けられた。この年からミス・ユニバース機構の公式ジュエリー・スポンサーとなったダイアモンズ・インターナショナル・コーポレーションが新たに製作した王冠をめぐって88か国の代表たちが競った。日本からは辻恵子が出場した。NBCが放送したミス・ユニバースはこれが最後であり、ドナルド・トランプがオーナーだったのもこの年が最後であった。

## 最終結果

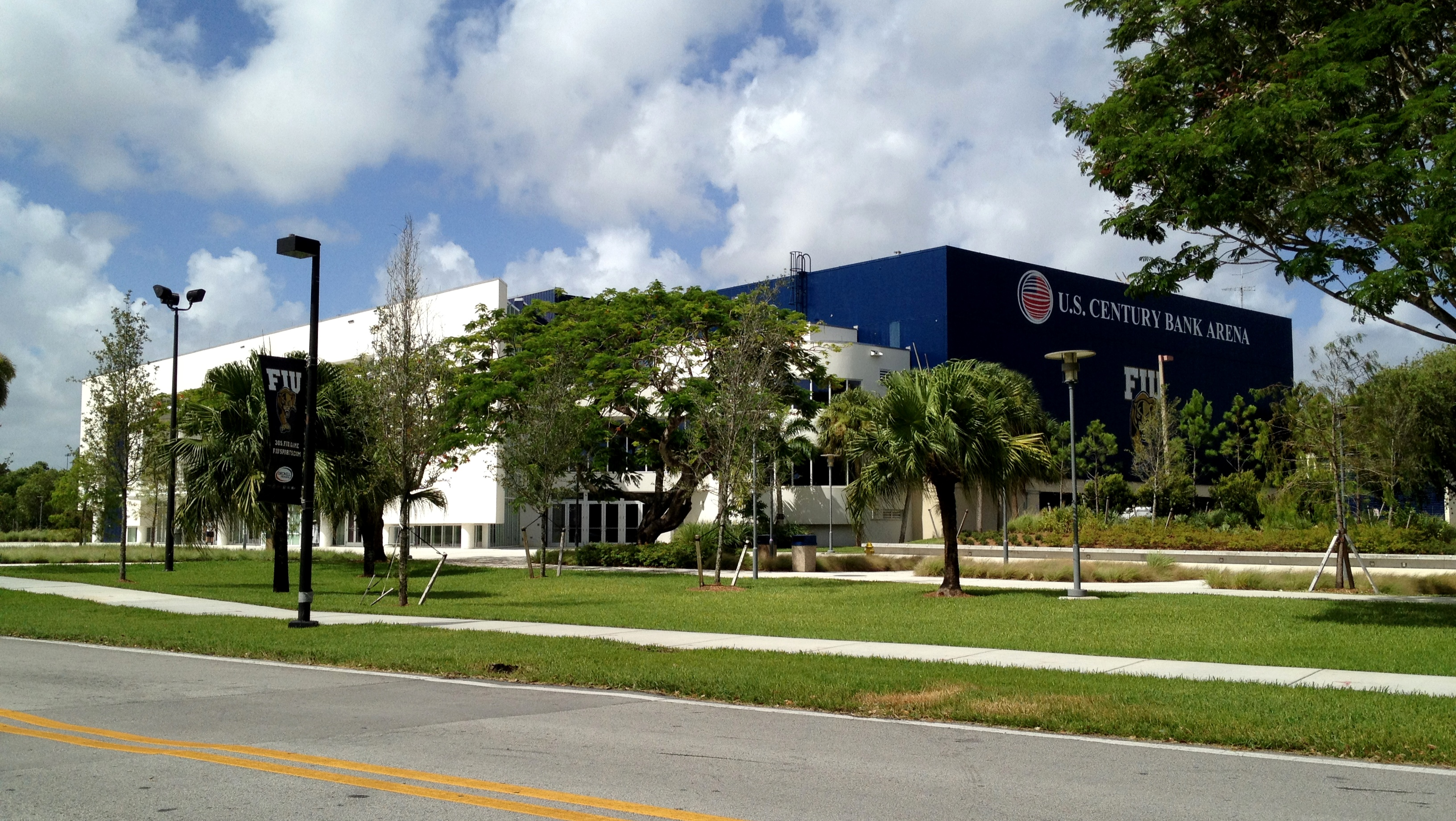
アメリカ合衆国フロリダ州マイアミのFIUアリーナ（ミス・ユニバース2014会場）

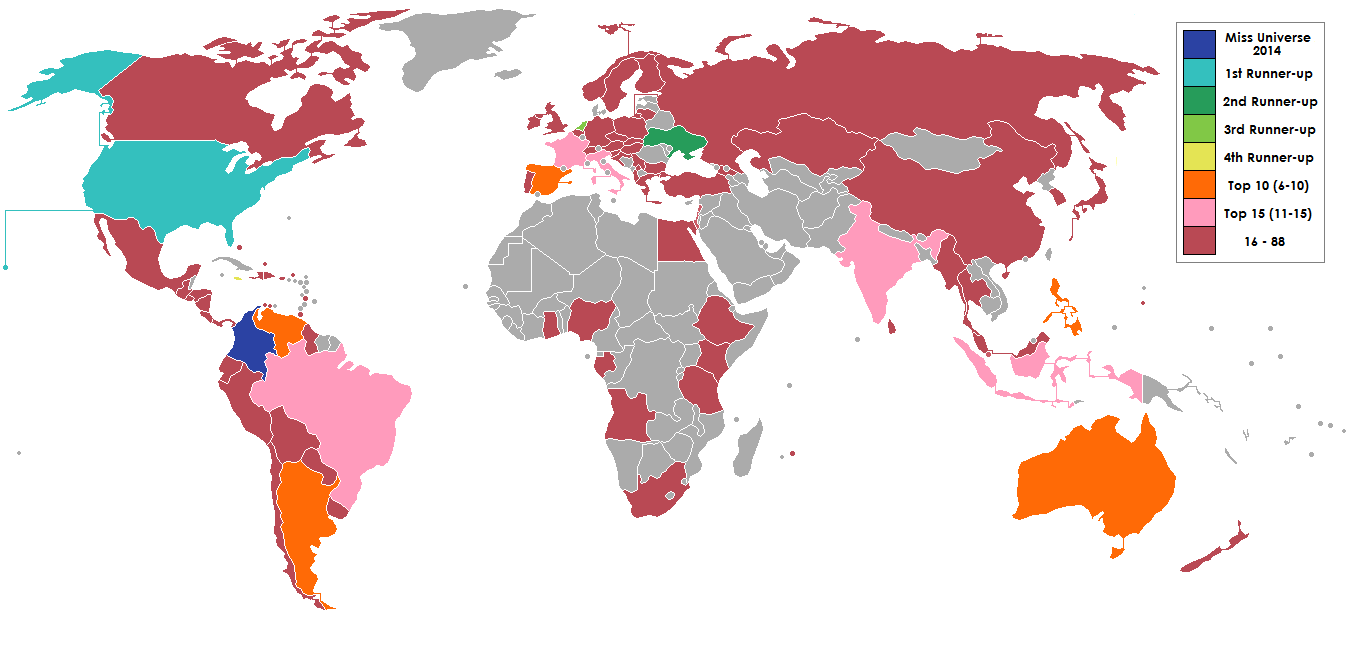
ミス・ユニバース2014の参加国・地域と最終結果

### 入賞者
| 最終結果             | 参加者 |
| -------------------- | --- |
| ミス・ユニバース2014 | - コロンビア – パウリナ・ベガ（Paulina Vega） |
| 第2位                | - アメリカ合衆国 – ニア・サンチェス（Nia Sanchez） |
| 第3位                | - ウクライナ – ダイアナ・ハルクシャ（Diana Harkusha） |
| 第4位                | - オランダ – ヤスミン・フェルハイエン（Yasmin Verheijen） |
| 第5位                | - ジャマイカ – ケイシー・フェネル（Kaci Fennell） |
| トップ10             | - アルゼンチン – ヴァレンティーナ・フェレール - オーストラリア – テガン・マーティン - フィリピン – メアリー・ジーン・ラスティモーサ - スペイン – デジレ・コルデロ・フェレール - ベネズエラ – ミグベリス・カステジャノス |
| トップ15             | - ブラジル – メリッサ・グルジェウ - フランス – カミーユ・セール - インド – ノヨニタ・ロード - インドネシア – エルヴィラ・デヴィナミラ - イタリア – ヴァレンティーナ・ボナリヴァ                                         |

### 特別賞
- ミス・コンジニアリティ - クイーン・セレスティン（ ナイジェリア）
- ベスト・ナショナル・コスチューム - エルヴィラ・デヴィナミラ（ インドネシア）
- ミス・フォトジェニック - ガブリエラ・ベリオス（ プエルトリコ）